# NGC 7372
NGC 7372 is een spiraalvormig sterrenstelsel in het sterrenbeeld Pegasus. Het hemelobject werd op 7 augustus 1864 ontdekt door de Duitse astronoom Albert Marth.

## Synoniemen
- MCG 2-58-5
- ZWG 430.4
- KUG 2243+108
- PGC 69670